# Marienkapelle (Lindern)

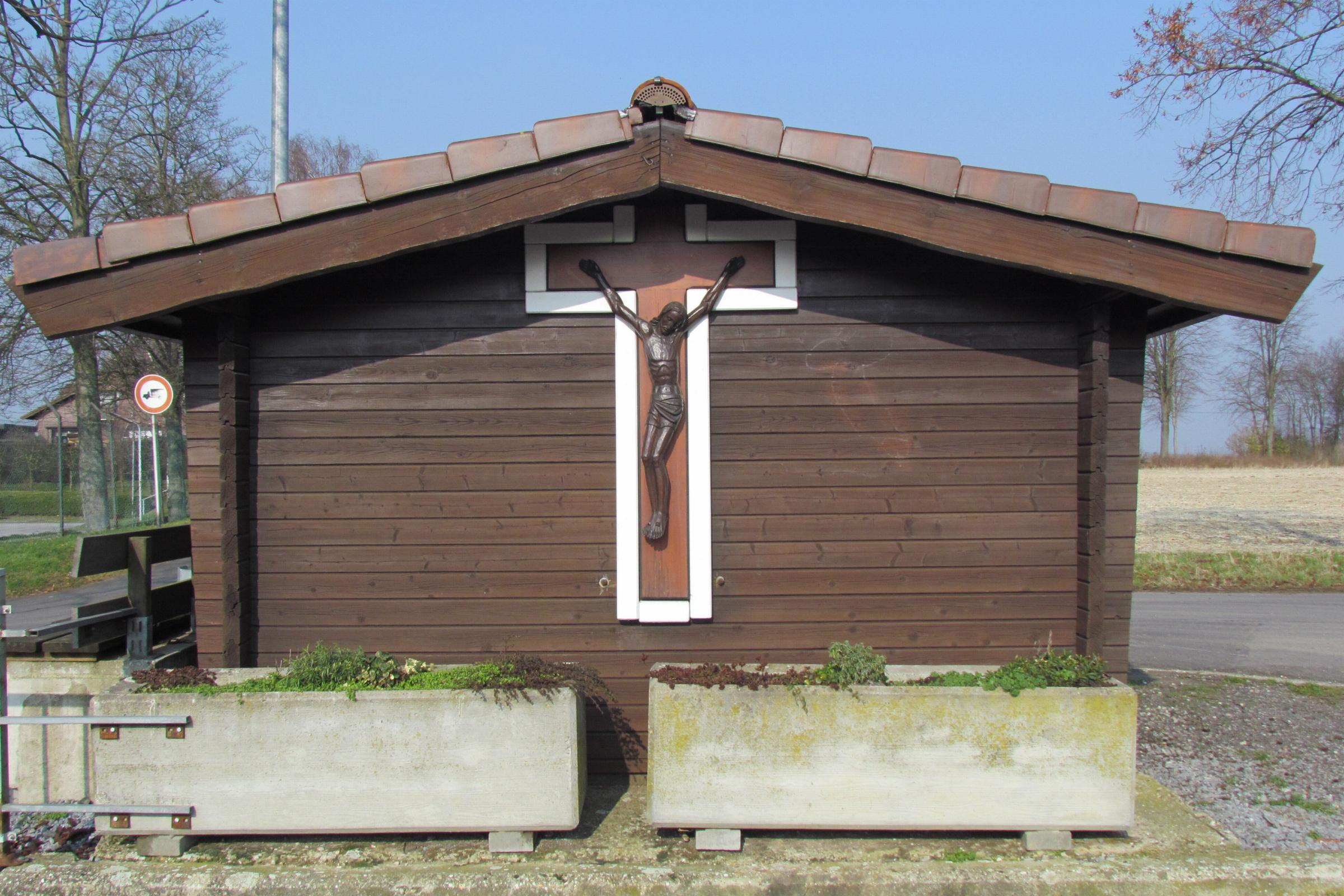
Marienkapelle

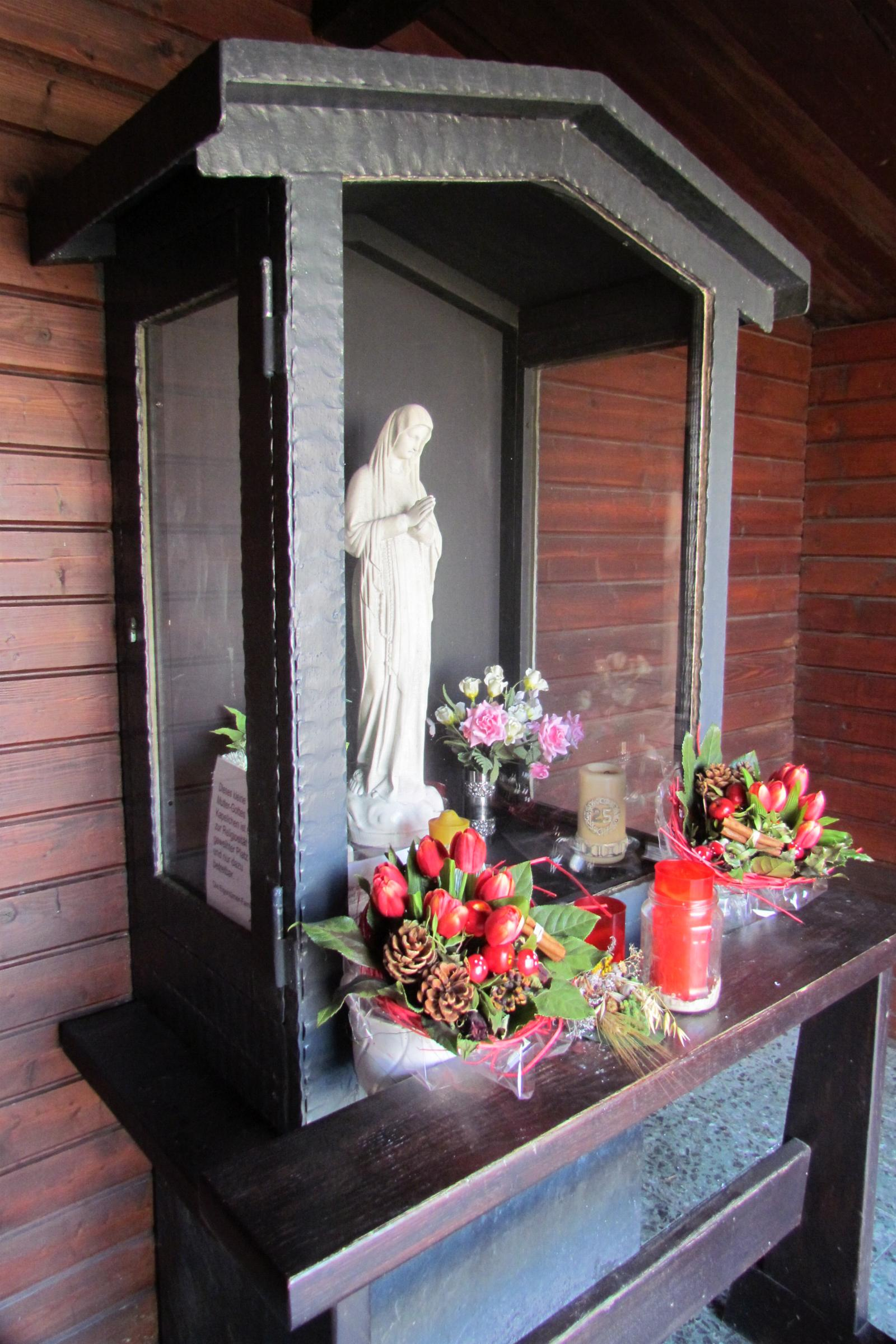
Statue der hl. Maria

Die Marienkapelle hat ihren Standort im Ortsteil Lindern in der Stadt Geilenkirchen in Nordrhein-Westfalen.

## Lage
Die Kapelle hat ihren Standort in Lindern an der Straße Im Kuhkamp. Die Kapelle steht nördlich des  Bahnhofs an der Bahnstrecke.

## Geschichte
Die Marienkapelle wurde im Jahre 1973 von Leonhard Plum aus Lindern gestiftet. Die Pflege und Unterhaltung der Kapelle obliegt der Nachbarschaft. 

## Architektur
Die Kapelle ist eine dreiseitig geschlossene Holzkapelle mit einem flachen, ziegelgedeckten Satteldach. Im Inneren steht auf einem Holztisch eine Vitrine mit der Statue der Heiligen Maria. An der Rückwand der Kapelle ist ein Kruzifix angebracht.